# سنان الدين فقيه يوسف باشا
سنان الدين يوسف باشا (بالتركية الحديثة: Sinanüddin Fakih Yusuf Paşa) هو سياسي عثماني رابع صدر أعظم في الدولة العثمانية عين في عهد أورخان غازي، دامت ولايته خمسة عشر سنة بين عامي 1349 و1364، وهو آخر صدر أعظم في عهد السلطان أورخان وأول صدر أعظم في عهد السلطان مراد الأول.